# 44号宾夕法尼亚州州道
44號賓夕法尼亞州州道是位於美國賓夕法尼亞州的一條全長240.18公里（149.24英里）的州際公路。這條州際公路是南北向的，從巴克霍恩西北的80號州際公路和42號賓夕法尼亞州州道到塞雷斯鎮附近的紐約州州線417號公路。
44號賓夕法尼亞州州道於1927年由賓夕法尼亞州交通部建造而成，最初從紐約州線通往澤西海岸。如今，這條高速公路是一條從哥倫比亞縣到波特縣之風景優美的道路。